# Homam
Homam (ζ Peg / ζ Pegasi / Zeta Pegasi) è una stella  nella costellazione di Pegaso. La sua magnitudine apparente è +3,41 e dista 204 anni luce dal sistema solare.
Il suo nome, talvolta scritto anche Homan o Humam, deriva dall'arabo e significa "uomo dallo spirito elevato"; ζ Pegasi e ξ Pegasi erano conosciute come le "stelle della fortuna dell'eroe", dove l'eroe del caso era presumibilmente Perseo.

## Osservazione
Si tratta di una stella situata nell'emisfero boreale celeste, ma molto in prossimità dell'equatore celeste; ciò comporta che possa essere osservata da tutte le regioni abitate della Terra senza alcuna difficoltà e che sia invisibile soltanto nelle aree più interne del continente antartico. Nell'emisfero nord invece appare circumpolare solo molto oltre il circolo polare artico.
Essendo di magnitudine +3,41, la si può osservare anche dai piccoli centri urbani senza difficoltà, sebbene un cielo non eccessivamente inquinato sia maggiormente indicato per la sua individuazione.

## Caratteristiche
Homam è una stella bianco-azzurra di sequenza principale di tipo spettrale B8V, avente una massa 3,4 volte quella del Sole e una temperatura superficiale di quasi 11.000 K. Ha un raggio che è il quadruplo di quello solare, e questo fa pensare che stia entrando nella fase di subgigante, anche se la stella è classificata di sequenza principale. L'età della stella è stimata di circa 260 milioni di anni.
Zeta Pegasi sembra anche essere una stella pulsante, del tipo B lentamente pulsante con una variazione della sua luminosità di 0,01 magnitudini in un periodo di 0,956 giorni.
Homam ha due compagne ottiche di undicesima magnitudine situate rispettivamente a 59 e 177 secondi d'arco di distanza. La più distante potrebbe essere una compagna reale; se così fosse, si tratterebbe di una nana arancione distante da Homam almeno 11.000 UA.